# Phasia barbifrons
Phasia barbifrons är en tvåvingeart som först beskrevs av Girschner 1887.  Phasia barbifrons ingår i släktet Phasia och familjen parasitflugor. Arten är reproducerande i Sverige. Inga underarter finns listade i Catalogue of Life.